# La nouvelle Rome. Le Château Saint-Ange
 La nouvelle Rome. Le Château Saint-Ange (en russe : «Новый Рим. Замок святого Ангела») fait partie d'une série de tableaux peints par Sylvestre Chtchedrine au début de sa période romaine (1821—1825).
Le tableau est réalisé depuis la rive d'une courbe du fleuve Tibre, près de la maison où le peintre habitait.
La série de tableaux de cette époque sur Rome, représente une étape importante dans l'œuvre de Chtchedrine. À l'avant-plan il crée une scène avec des bateaux de pèche, des pécheurs, des maisons, et il place les éléments de la vieille ville de Rome (Le Château Saint-Ange et la Basilique Saint-Pierre au loin), comme fond de tableau, par delà le Pont Saint-Ange. Ce tableau est un bel exemple du travail de l'artiste comme peintre sur le motif, de plein air. 
Selon un contemporain, l'artiste s'y est repris à huit fois ... et chaque fois en modifiant
les tons et la lumière. 
Le Tibre permet de réunir les éléments du tableau dispersés entre différents sujets. Au fond la " vieille Rome " et ses palais, en avant scène la " nouvelle Rome " avec ses maisons pauvres du Trastevere, un des Rioni de Rome. Il souligne ainsi que, côte à côte vivent deux villes : la " Ville éternelle " et la " Ville temporelle ". Sa représentation de simples personnages romains sur les rives du fleuve donne un caractère vivant et authentique à l'ensemble.     
Durant son séjour en Italie, Sylvestre Chtchedrine s'est agrégé au groupe d'artistes de l'école du Pausilippe, groupe de peintres paysagers privilégiant la tradition du védutisme, représentation en perspective de paysages urbains.  

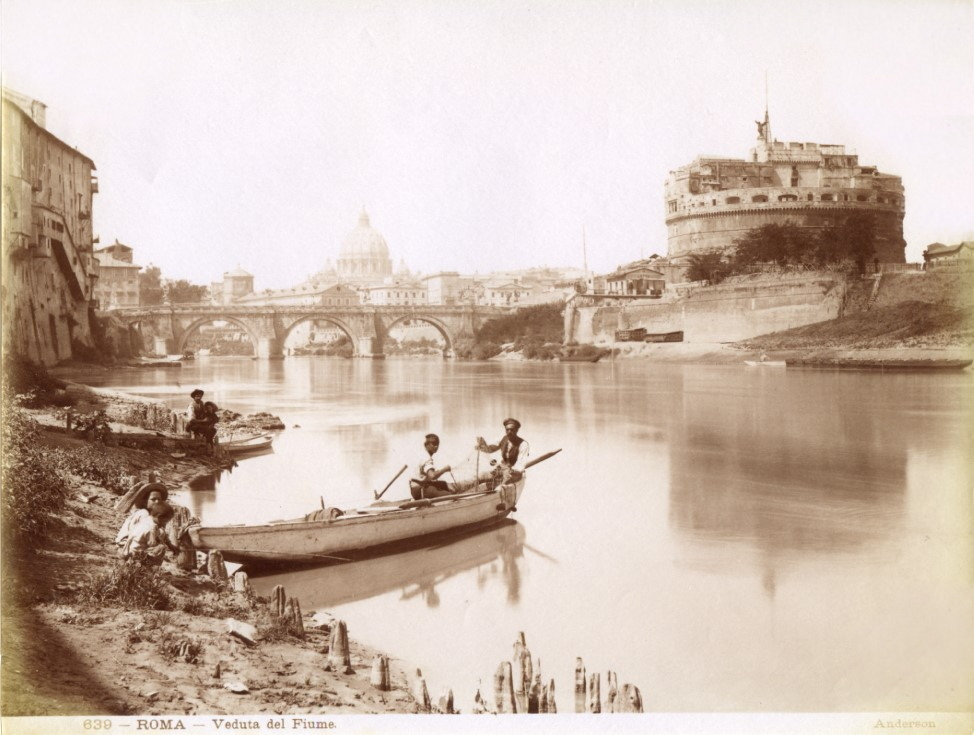
James Anderson (photographe), (1813-1877) vue du Tibre et de la basilique Saint-Pierre à Rome; 1870(?)